# E-giparimin

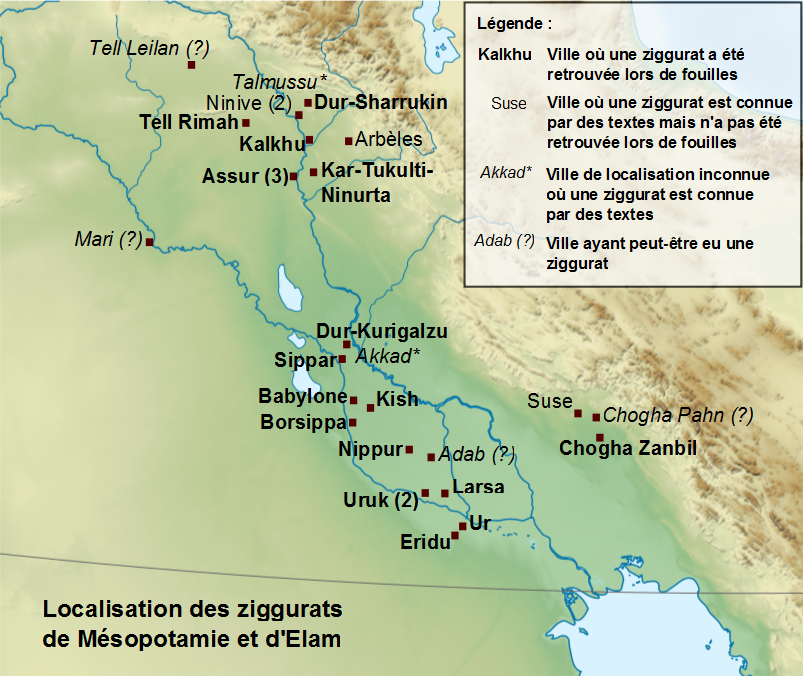
Mapa Mezopotamii i Elamu z zaznaczoną lokalizacją znanych zigguratów.

E-giparimin (sum. é.gi6.pàr.imin, tłum. „Dom siedmiu Giparu”) – ceremonialna nazwa ziguratu bogini Isztar w mieście Uruk.